# Chiesa di Santa Maria delle Grazie (Pertosa)
La chiesa di Santa Maria delle Grazie è un edificio religioso di Pertosa, in provincia di Salerno. Dedicata alla Madonna delle Grazie, è la chiesa madre e parrocchiale del comune e sorge a nord-ovest del centro abitato.

## Storia
La chiesa, edificata attorno al XII secolo, fu distrutta da un terremoto due secoli più tardi e ricostruita nel XVII secolo dai monaci benedettini. La struttura, con facciata di stile settecentesco e pianta quadrangolare, è composta anche da un convento benedettino.
Al suo interno si trovano due antichi dipinti: un affresco della Madonna delle Grazie del 1400, di autore ignoto, con la sovrapposizione di un polittico datato 1635 e rappresentante vari santi. Nell'abside vi è invece un grande quadro dell'Immacolata del 1598, il cui autore è Bernardo Lama.